# Стегаловка
Стега́ловка — крупное село Долгоруковского района Липецкой области. Центр Стегаловского сельского поселения. Расположено на берегах реки Свишенки.
Как село отмечается в документах 1777 года, однако возникло раньше. Оно образовано с 1450 по 1480 год как военная вышка, предупреждающая о подходе неприятеля. Именно поэтому есть версия, что название произошло от слова стяг, так как сюда стягивались не богатые крестьяне. Есть также версия, что тут во времена Ивана Грозного стегали неугодных людей. Однако некоторые топонимисты склоняются, что этимология Стегаловки связана с неким человеком по фамилии Стегалов. Ещё одна версия возникновения названия такова. Через Стегаловку проходил торговый путь, а так как местность очень гористая, во время дождей лошадям было очень трудно подниматься на склоны, и их стегали извозчики.
В Стегаловке есть Успенская церковь.
В Стегаловке есть клуб, шесть магазинов и кафе.

## Население
| 2010 | 2011  |
| ---- | ----- |
| 1184 | ↗1192 |